# 類霓虹脂鯉
類霓虹脂鯉又名綠霓虹燈魚、綠蓮燈，為輻鰭魚綱脂鯉目脂鯉亞目脂鯉科的其中一個種，為熱帶淡水魚，分布於南美洲內格羅河及奧里諾科河流域，體長可達2公分，棲息在底中層水域，生活習性不明，可作為觀賞魚。

## 扩展阅读
- 維基物種上的相關：類霓虹脂鯉